# Elaeocarpus gigantifolius
Elaeocarpus gigantifolius é uma espécie de angiospérmica da família Elaeocarpaceae.
Apenas pode ser encontrada no seguinte país: Filipinas.